# Parafia Najświętszej Maryi Panny Częstochowskiej w Czelinie
Parafia pw. Najświętszej Maryi Panny Częstochowskiej w Czelinie – parafia rzymskokatolicka, należąca do dekanatu Mieszkowice, archidiecezji szczecińsko-kamieńskiej, metropolii szczecińsko-kamieńskiej.

## Działalność parafialna

### Grupy parafialne
Przy parafii swoją działalność prowadzą: Żywy Różaniec, Parafialny Zespół Caritas, Katolickie Stowarzyszenie Młodzieży, schola, Kościół Domowy, Grupa Modlitewna Ojca Pio.

## Historia parafii
W grudniu 1963 r. powstała parafia w Kurzycku, obejmująca miejscowości: Czelin, Gozdowice, Kurzycko, Kłosów, Stary Błeszyn, Stare Łysogórki. Obsługiwał ją dotychczasowy wikariusz mieszkowicki ks. Lech Stasiewski. Kanoniczne erygowanie parafii Kurzycko nastąpiło 25 kwietnia 1973 r., zaś siedzibą parafii był Czelin, gdzie zbudowano plebanię. 
Podczas uroczystej konsekracji kościoła w Czelinie 2 grudnia 2000 r., biskup Jan Gałecki wręczył proboszczowi Ignacemu Stawarzowi dekret Metropolity szczecińsko-kamieńskiego ustanawiający w nowych granicach parafię pw. Najświętszej Maryi Panny Częstochowskiej w Czelinie.

## Miejsca święte

### Kościół parafialny
Zbudowany pod koniec XIII w. z jednolitego kwadratowego granitu o regularnym układzie, bez chóru, z wieżą od strony zachodniej (tej samej szerokości co nawa) i zakrystią prostokątną od strony północnej. Główny portal wejściowy znajduje się od strony zachodniej. Przebudowany został w 1827 r. według projektu architekta Karla Schinkla, mury podwyższono o trzy warstwy układu kamiennego ponad obecną wysokość okien, przemurowano portal. W 1945 r. zniszczony w ponad 70%, odbudowany w latach 1982-84.

### Kościoły filialne i kaplice
- Gozdowice – pw. Niepokalanego Poczęcia Najświętszej Maryi Panny
- Kłosów – pw. Matki Bożej Królowej Korony Polskiej
- Kurzycko – pw. Świętych Apostołów Piotra i Pawła
- Stary Błeszyn – kaplica św. Józefa Opiekuna Rodzin

## Duszpasterze

### Proboszczowie
| Lata      | Proboszcz           |
| --------- | ------------------- |
| do 1986   | ks. Lech Stasiewski |
| 1986-1991 | ks. Marek Kałamarz  |
| 1991-1995 | ks. Janusz Zachęcki |
| 1995-2007 | ks. Ignacy Stawarz  |
| 2007-     | ks. Marek Szczucki  |